# Peter Swan (Fußballspieler, 1936)
Peter Swan (* 8. Oktober 1936 in South Elmsall; † 20. Januar 2021) war ein englischer Fußballspieler. Als zentraler Abwehrspieler gehörte er langjährig bei Sheffield Wednesday und zu Beginn der 1960er-Jahre in der englischen Nationalmannschaft zu den Stammspielern, bevor seine Karriere 1964 aufgrund seiner maßgeblichen Beteiligung an einem Wettskandal ein abruptes Ende fand. Nach seinem Schuldspruch sperrte ihn der englische Fußballverband zunächst lebenslang, bevor er nach seiner Begnadigung 1972 die Gelegenheit zu einem kurzen Comeback erhielt.

## Sportlicher Werdegang

### Von Sheffield bis in die englische Nationalmannschaft (1953–1964)
Der in West Yorkshire nur unweit von Pontefract in South Elmsall geborene Swan kam als eines von sieben Kindern – allesamt Söhne – zur Welt. Bald darauf zog die Familie in die Nähe von Doncaster nach Armthorpe, wo Swan an der Armthorpe Secondary Modern School das Fußballspielen erlernte. An seiner Seite wuchs Alan Finney auf, ein späterer Mitspieler in Sheffield. Ursprünglich wurde er auf dem rechten Flügel eingesetzt, aber schon bald schulte er auf die Position des Mittelläufers um. Im Jahr 1952 schloss sich Swan der Jugendabteilung von Sheffield Wednesday an und parallel arbeitete er später in der Zeche von Armthorpe. Erst mit der Unterzeichnung eines Profivertrag im November 1953 standen die Zeichen eindeutig auf eine Profikarriere als Fußballer.
Als 18-Jähriger wurde er zum Wehrdienst einberufen und obwohl er dort zwei Jahre bei den Royal Signals im Bereich der Leibesertüchtigung verbrachte, wurde es ihm in der Regel erlaubt, an Spielen von Sheffield Wednesday teilzunehmen. Sein Zweitligadebüt gab Swan am 5. November 1955 gegen den FC Barnsley (3:0), aber auf den sportlichen Durchbruch musste er zunächst noch warten, als er in den ersten drei Spielzeiten für gewöhnlich nur bei Ausfallzeiten von Don McEvoy zum Einsatz kam. Ab Ende Februar 1958 vollzog Trainer Eric Taylor und vor allem in der folgenden Saison 1958/59 dessen Nachfolger Harry Catterick den Wechsel auf der Mittelläuferposition hin zu Swan, der fortan in dem Verein zu einem Schlüsselspieler heranreifte – die Defensivformation aus Peter Swan, Tom McAnearney und Tony Kay wurde zunehmend als eine der besten im englischen Fußball angesehen. Nach dem Aufstieg 1959 in die höchste Spielklasse war Swan an allen Erstligaspielen der Saison 1959/60 beteiligt und damit maßgeblich für das überraschende Erreichen des fünften Platzes mitverantwortlich. Im Jahr darauf gewann Swan mit den „Owls“ die Vizemeisterschaft und musste sich dabei nur dem überragenden Double-Sieger Tottenham Hotspur geschlagen geben.
Swans rasante sportliche Entwicklung spiegelte sich auch in den englischen Auswahlmannschaften wider, als er nach drei Auftritten für die U-23-Auswahl ab Mai 1960 regelmäßig in der A-Nationalmannschaft auflief. Er bestritt sein erstes Länderspiel am 11. Mai 1960 gegen Jugoslawien (3:3) und bis zu seiner letzten Partie zwei Jahre später gegen die Schweiz (3:1) am 9. Mai 1962 hatte er insgesamt 19 Nationalmannschaftseinsätze angesammelt. Ebenfalls im Mai 1962 war er Teil des englischen Kader für die anstehende WM 1962 in Chile, jedoch litt zu dieser Zeit unter einer Mandelentzündung. Zwar erholte er sich davon rechtzeitig und reiste mit der Mannschaft nach Chile, aber das englische Abwehrzentrum bildeten dort Maurice Norman und Bobby Moore.

### Wettskandal: Beteiligung und Konsequenzen (1962–1964)
Swan war eine der Hauptpersonen, die in einen bekannten englischen Wettskandal zu Beginn der 1960er-Jahre verwickelt waren. Gemeinsam mit Tony Kay und David Layne, zwei weiteren Spielern von Sheffield Wednesday, beteiligte er sich an einer Absprache, die die Niederlage der eigenen Mannschaft gegen Ipswich Town am 1. Dezember 1962 vorsah. Tatsächlich gewann Ipswich die Partie mit 2:0 und Swan gab anschließend stets an, dass der Gegner „fair“ – also auf gewöhnlichem Wege ohne „Hilfe“ – gewonnen hatte. Die Angelegenheit kam 1964 an die Öffentlichkeit, als mit Jimmy Gauld ein Initiator der Absprachen seine Geschichte an die Zeitung Sunday People verkaufte. Als Beweismaterial dienten Tonaufnahmen, die Swan eindeutig überführten. Am 13. April 1964 folgte der Schuldspruch und neben einer viermonatigen Gefängnisstrafe sah die Strafe eine lebenslange Sperre in Bezug auf den Profifußball vor. Die Nachfolge auf seiner Position trat in Sheffield Vic Mobley an.
Auf der Suche nach einem neuen beruflichen Betätigungsfeld arbeitete Swan zunächst als Autoverkäufer und später als Gastwirt in Sheffield und Chesterfield. Im Jahr 1972 begnadigte ihn der englische Fußballverband und hob die Sperre nach insgesamt acht Jahren auf.

### Comeback, Trainertätigkeiten und das Leben danach (ab 1972)
Swan schloss sich ein weiteres Mal Sheffield Wednesday an und am ersten Spieltag der Saison 1972/73 gab er gegen den FC Fulham (3:0) sein Comeback. Der Klub spielte mittlerweile wieder in der zweiten Liga und die Mannschaft zeigte sich darüber hinaus formschwach. Das führte unter anderem dazu, dass Swan seinen Platz wieder verlor und sein Auftritt am 11. November 1972 gegen Oxford United (0:1) war der letzte. Zwar bot ihm Trainer Derek Dooley einen weiteren Vertrag für die Spielzeit 1973/74 an, aber dieser sah vor, dass Swan in der Reservemannschaft Nachwuchskräfte an seiner Seite ausbildete. Stattdessen wechselte er zum Viertligisten FC Bury – zuvor hatten sich Planspiele mit dem FC Chesterfield zerschlagen. Etwas kurios gestaltete sich Swans Debüt für Bury gegen Torquay United, als ihm bereits nach wenigen Minuten ein Tor gelang, nachdem er in Sheffield im Verlauf seiner 301 Pflichtspieleinsätze kein einziges Mal getroffen hatte. Nach einem Jahr für den FC Bury beendete er seine aktive Laufbahn im Profifußball. Ein Verlängerungsangebot, das seine Zugehörigkeit jeweils monatlich befristete und erneuert werden sollte, lehnte er ab.
Sein Weg ins Trainerfach führte ihn ab dem Sommer 1974 in den Amateurbereich zu Matlock Town. Er führte die Mannschaft auf Anhieb in die Hauptrunde des FA Cups, was dem Klub in seiner Geschichte zuvor nur einmal gelungen war. Dazu gewannen seine Mannen die FA Trophy und besiegten dabei im Finale das eigentlich favorisierte FC Scarborough deutlich mit 4:0. Später verließ er den Klub mit dem Ziel, eine Cheftrainerrolle bei einem ambitionierteren Verein zu finden. Dieser Wunsch erfüllte sich jedoch nicht und stattdessen verdingte er sich bis in die 1980er-Jahre hinein weiter im Non-League-Bereich bei Vereinen wie Worksop Town und FC Buxton.
Weiterhin betrieb er in Chesterfield bis zu seiner Pensionierung eine Gaststätte. In die Öffentlichkeit begab er sich erst in intensiverem Maße wieder 2006, als er seine in Zusammenarbeit mit Nick Johnson geschriebene Biografie Setting The Record Straight veröffentlichte.

## Titel/Auszeichnungen
- FA Trophy: 1975